# 格利澤48
格利泽48是一顆位於仙后座附近的紅矮星，距離地球約26.8光年。